# Смит, Уиллоуби
Уиллоуби Смит (англ. Willoughby Smith, 6 апреля 1828, Грейт-Ярмут, Норфолк — 17 июля 1891, Истборн, Суссекс) — английский инженер-электрик, открывший в 1873 году эффект фотопроводимости селена, положенный в основу фотоэлектрических ячеек, использовавшихся в первых телевизионных системах.

## Биография
С 1848 года работал в лондонской компании Gutta Percha Company, где занимался разработкой изоляции подводных кабелей, исследуя свойства гуттаперчи. Сотрудничал с Чарльзом Уитстоном. В 1849 году Смит участвовал в прокладывании первого подводного кабеля в проливе Па-де-Кале. В 1854 году руководил работами по прокладыванию коммуникационных кабелей между итальянским городом Специя и Корсикой, Корсикой и Сардинией, а также Сардинией и Алжирским побережьем. Десять лет спустя, в 1865 году, Смит на борту парохода «Грейт Истерн» прокладывал кабель между Ирландией и Ньюфаундлендом.